# Omega (nawigacja)

Dokładność położenia bezwzględnego systemów nawigacyjnych

Omega − system radionawigacyjny opracowany na potrzeby marynarki wojennej USA, lecz udostępniony do użytku również żegludze i lotnictwu cywilnemu. W fazę operacyjną wszedł w 1971, kiedy to zaczęło nadawać 6 z planowanych 8 stacji naziemnych. Omega stała się pierwszym globalnym systemem radionawigacji.
Zarządzana była przez amerykańską Straż Wybrzeża w kooperacji z sześcioma państwami. System składał się ze stacji naziemnych umieszczonych w USA (jeden nadajnik w Dakocie Północnej, drugi na Hawajach), Norwegii, Australii, Japonii, Argentynie, na francuskiej wyspie Reunion oraz w Liberii (stacja ta zastąpiła w 1976 nadajnik z wyspy Trynidad). W sumie dla systemu pracowało 9 stacji, ale 8 jednocześnie. Omega potrafiła określać położenie bezwzględne z dokładnością 2 km i położenie względne z dokładnością do 450 m.
W latach 90. XX wieku wskutek upowszechnienia się satelitarnego systemu GPS – o wiele dokładniejszego i prostszego w obsłudze dla użytkownika, system Omega bardzo szybko stracił na znaczeniu i podjęto decyzję o jego zamknięciu. Stało się to 30 września 1997.